# Pyrostria cordifolia
Pyrostria cordifolia är en måreväxtart som beskrevs av Achille Richard och Dc.. Pyrostria cordifolia ingår i släktet Pyrostria och familjen måreväxter.
Artens utbredningsområde är Mauritius.

## Underarter
Arten delas in i följande underarter:
- P. c. cordifolia
- P. c. polymorpha